# 금사초등학교 (전북)
금사초등학교는 대한민국 전라북도 무주군 안성면 덕유산로 984-8 (금평리)에 있었던 공립 초등학교이다.

## 연혁
- 1965년 2월 10일 신안성국민학교 금리분교장 설립인가
- 1967년 11월 24일 금사국민학교 승격 인가
- 1996년 3월 1일 금사초등학교로 개칭
- 1997년 3월 1일 안성초등학교로 통폐합